# Butch Cassidy (serie animata)
Butch Cassidy (Butch Cassidy and the Sundance Kids) è una serie televisiva animata statunitense del 1973, prodotta da Hanna-Barbera Productions.
La serie è stata trasmessa per la prima volta negli Stati Uniti su NBC dall'8 settembre al 1º dicembre 1973, per un totale di 13 episodi. In Italia è stata trasmessa dal 4 novembre al 28 novembre 1979 su Ciao Ciao del circuito GPE - Telemond.

## Trama
(Intro in tutti gli episodi)
La serie si incentra su una rock band formata da Butch, il leader del gruppo, Merilee, Stephanie, Wally e il cane Elvis. Oltre a essere degli artisti, i protagonisti sono anche delle spie americane: le loro missioni sono assegnate dal Signor Socrate, un computer che stranamente è allergico ai cani.

## Episodi
| nº | Titolo originale            | Titolo italiano            | Prima TV USA      | Prima TV Italia  |
| -- | --------------------------- | -------------------------- | ----------------- | ---------------- |
| 1  | The Scientist               | Lo scienziato              | 8 settembre 1973  | 4 novembre 1979  |
| 2  | The Counterfeiters          | I falsari                  | 15 settembre 1973 | 6 novembre 1979  |
| 3  | One of Our Ships Is Missing | La nave rubata             | 22 settembre 1973 | 8 novembre 1979  |
| 4  | Double Trouble              | Il sosia                   | 29 settembre 1973 | 10 novembre 1979 |
| 5  | The Pearl Caper             | Perle e musica rock        | 6 ottobre 1973    | 12 novembre 1979 |
| 6  | The Gold Caper              | Diamanti e gondole         | 13 ottobre 1973   | 16 novembre 1979 |
| 7  | Road Racers                 | Operazione mistero         | 20 ottobre 1973   | 24 novembre 1979 |
| 8  | Hong Kong Story             | I Sundance Kid a Hong Kong | 27 ottobre 1973   | 18 novembre 1979 |
| 9  | Operation G-Minus           | Operazione G               | 3 novembre 1973   | 20 novembre 1979 |
| 10 | Orient Express              | Operazione Orient Express  | 10 novembre 1973  | 22 novembre 1979 |
| 11 | The Parrot Caper            | Operazione pappagallo      | 17 novembre 1973  | 14 novembre 1979 |
| 12 | The Super Sub               | Operazione sub             | 24 novembre 1973  | 26 novembre 1979 |
| 13 | The Haunted Castle          | Il castello stregato       | 1º dicembre 1973  | 28 novembre 1979 |

## Personaggi e doppiatori
- Butch Cassidy, voce originale di Chip Hand, italiana di Sandro Acerbo.

Il leader della band, voce e chitarrista.
- Wally, voce originale di Micky Dolenz, italiana di Massimo Giuliani.

Il ricciuto batterista.
- Stephanie, voce originale di Kristina Holland, italiana di Isabella Pasanisi.
- Signor Socrate, voce originale di John Stephenson, italiana di Sergio Fiorentini.

Il computer che dà ordini alla band
- Merilee, voce originale di Judy Strangis, italiana di Emanuela Rossi.
- Elvis, voce originale di Don Messick, italiana di Massimo Giuliani.

Il cane della band
- Dolly, voce italiana di Anna Rita Pasanisi.
- Harvey.